# Schnelldorf
Schnelldorf – miejscowość i gmina w Niemczech, w kraju związkowym Bawaria, w rejencji Środkowa Frankonia, w regionie Westmittelfranken, w powiecie Ansbach. Leży w paśmie Frankenhöhe, około 30 km na południowy zachód od Ansbachu, przy autostradzie A6 i linii kolejowej Norymberga - Aalen.

## Dzielnice
W skład gminy wchodzą następujące dzielnice: 
- Gailroth
- Grimmschwinden
- Gumpenweiler
- Haundorf
- Ransbach a.d.H.
- Steinbach a.d.H.
- Oberampfrach
- Unterampfrach
- Theuerbronn
- Wildenholz

## Polityka
Rada gminy:
|      | SPD | CSU | Niezależni Obywatele | FWG | Razem     |
| 2002 | 3   | 6   | 4                    | 4   | 17 miejsc |